# Gle Reuleuet
Gle Reuleuet är en kulle i Indonesien.   Den ligger i provinsen Aceh, i den västra delen av landet, 1 700 km nordväst om huvudstaden Jakarta. Toppen på Gle Reuleuet är 128 meter över havet.
Terrängen runt Gle Reuleuet är kuperad åt sydväst, men åt nordost är den platt.Runt Gle Reuleuet är det tätbefolkat, med 591 invånare per kvadratkilometer. Närmaste större samhälle är Reuleuet, 2,6 km nordost om Gle Reuleuet. Trakten runt Gle Reuleuet består till största delen av jordbruksmark.